# Korfu (település)
Korfu vagy Kérkira (görög írással: Κέρκυρα , átírva: Kérkira; ógörögül: Κέρκυρα vagy Κόρκυρα; latinul: Corcyra; olaszul: Corfù) a Görögországhoz tartozó Korfu sziget legnagyobb városa és székhelye
Lakossága 39 ezer fő volt 2001-ben.
Óvárosa 2007 óta az UNESCO világörökség része.

## Látnivalók
- Az óváros, kanyargós, keskeny utcákkal és még keskenyebb sikátorokkal a régi és az új erőd között.
- A régi erőd, nagyszerű kilátással. A jelenlegi velencei maradványokat 1550-ben építették.
- Az új erőd, kilátással a város környéki falvakra is. Az 1500-as évek végén épült.
- Ázsiai Művészetek Múzeuma. Japánból, Kínából, Tibetből, Nepálból és más helyekről származó gyűjtemény.
- Esplande (sétány). Pálmafákkal, júdásfákkal és eukaliptuszokkal körbevéve, a sétány nagyon kellemes hely - még akkor is ha ez a város legnagyobb parkolóövezete.
- Papírpénz Múzeum a teljes görög bankjegy gyűjteménnyel és a bankjegykészítés bemutatásával.
- Andivouniotissa Múzeum. Bizánci hagyaték
- Szent Spiridhon templom. 1589-ben épült.
- Ortodox Székesegyház
- Mon Repos. A város mellett délre. Itt volt az ősi Kerkira központja.
- Archeológiai Múzeum
- Szent Mihály és Szent György Palota (Itt működik az Ázsiai Művészetek Múzeuma is)

## Galéria

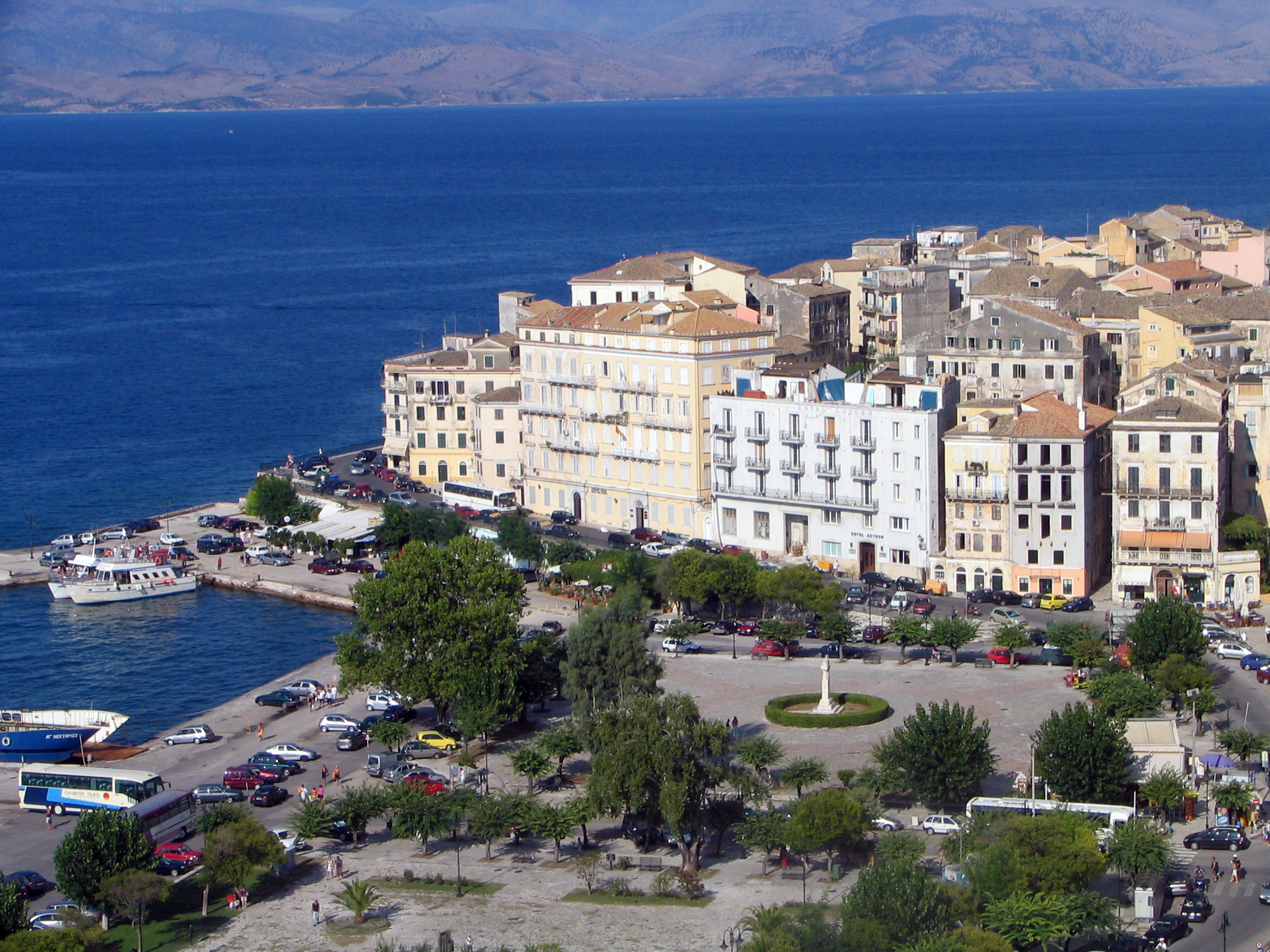
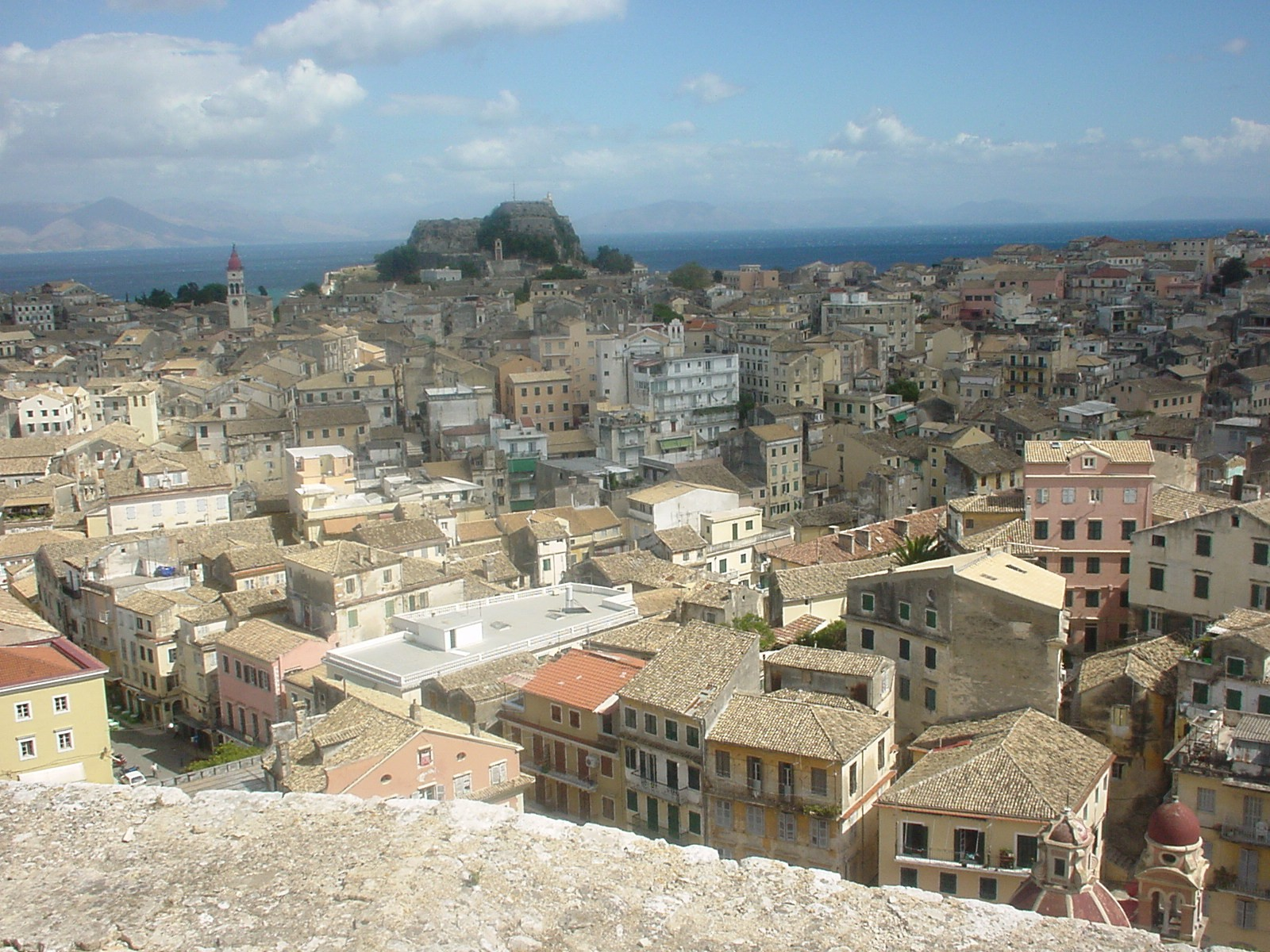
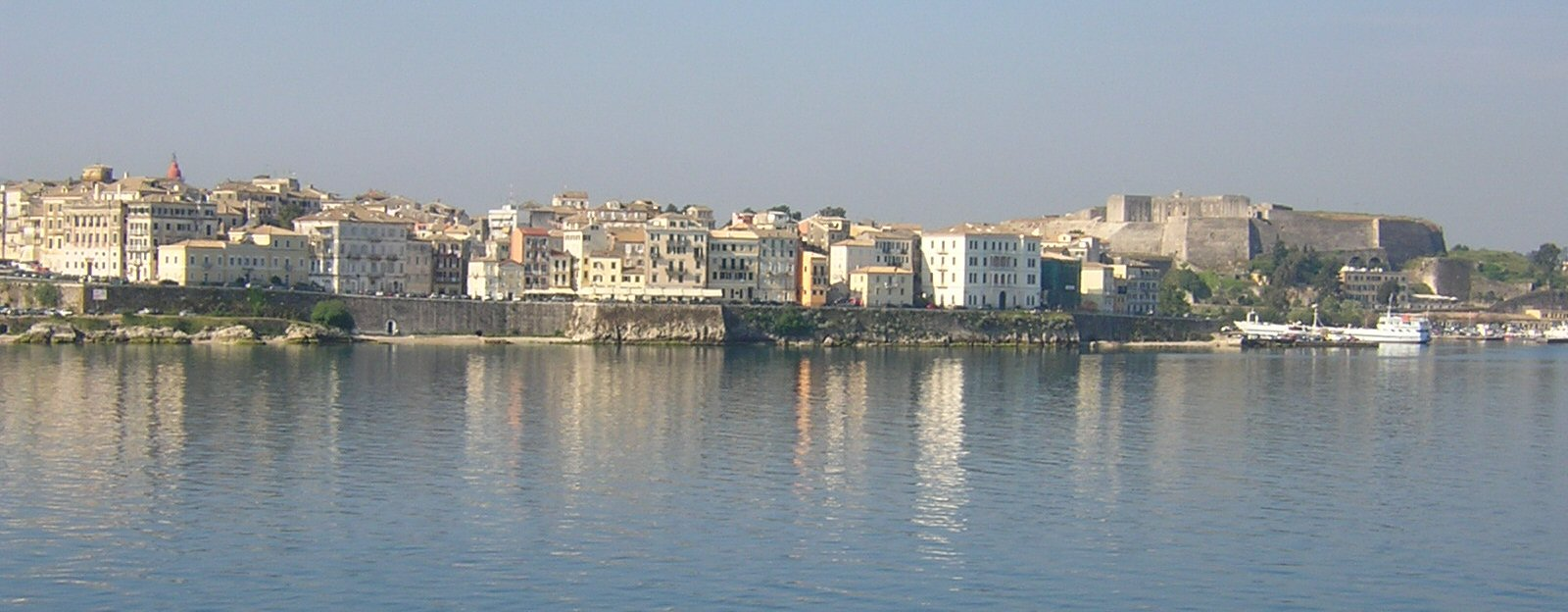
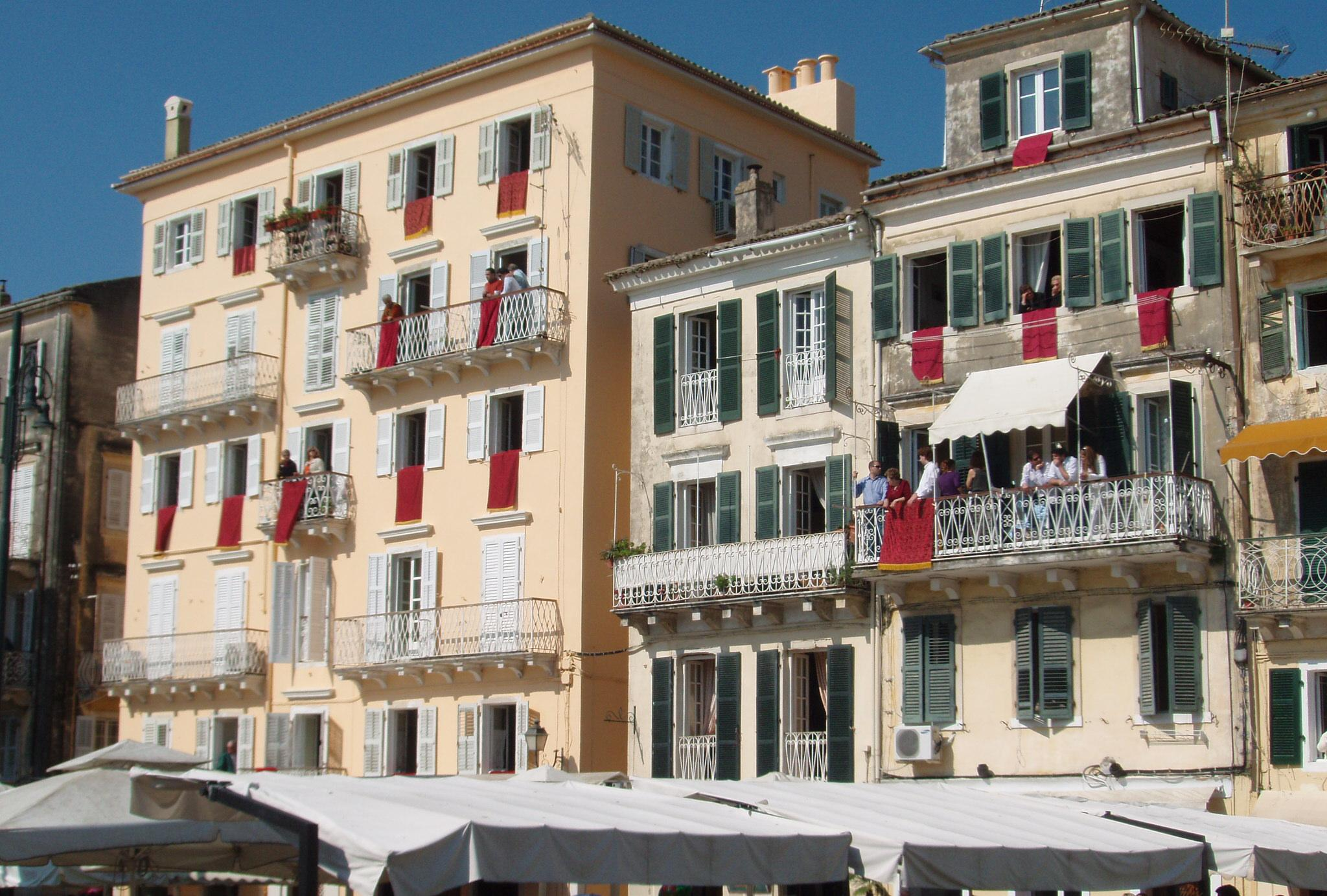
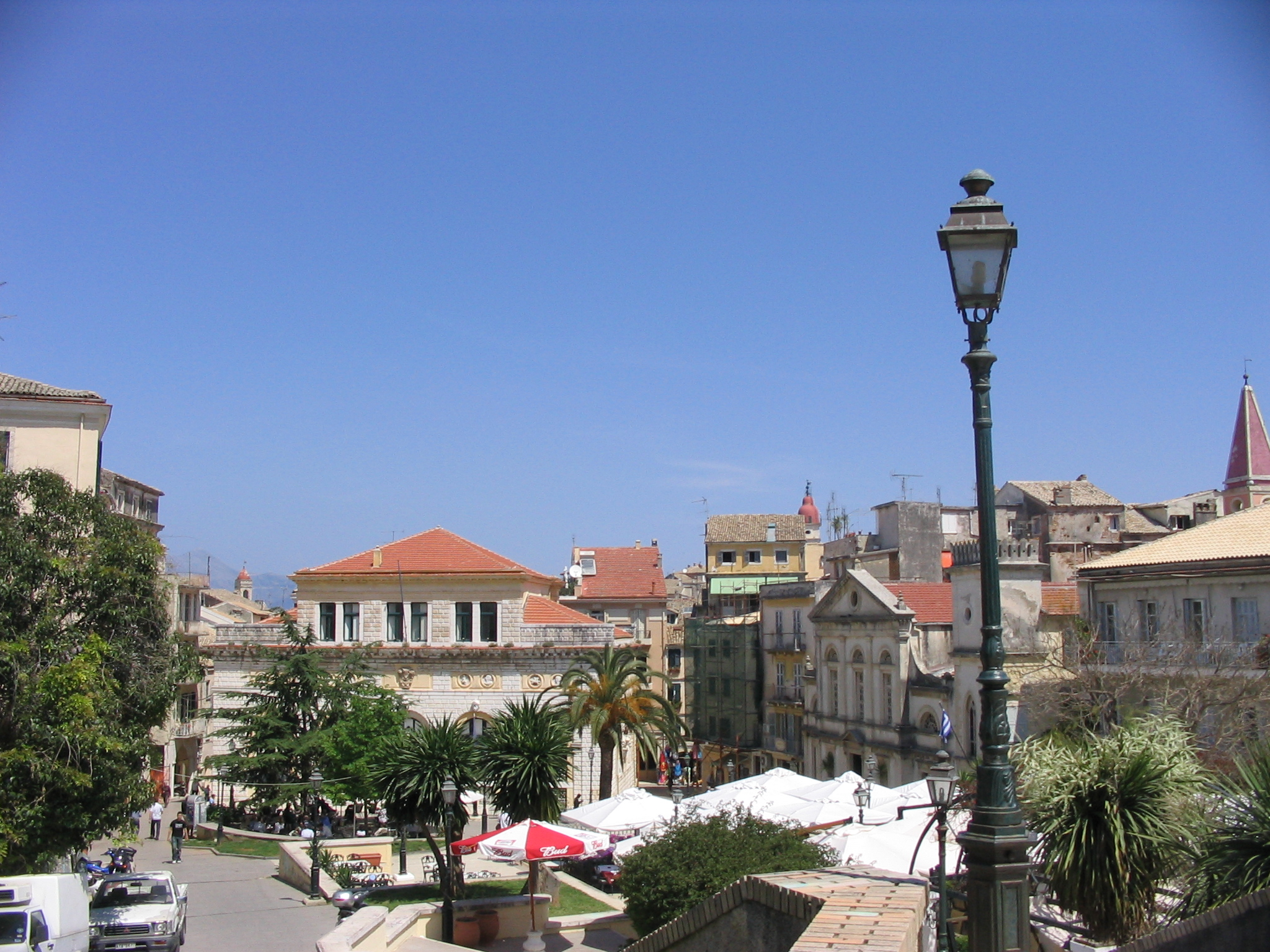

## Városrészek
| - Paleòpolis - Nèo Froùrio - Paleò Froùrio-Aghios Geòrgios - Faliraki - Aghios Vlàsios-Old Port - New Port - Platytèra - Sarròko-Kostèlla - Menekràtous - Anàlipsi - Aghia Triàs | - Neràtsicha - Anemòmylos-Aghios Iàsson - Figarèto-Kardàki - Stratià - Kyrà Chrysikoù - Aghios Spyridon - Spianàda-Listòn - Aghios Antònios - Aghios Iàkovos - Mandràki | - Aghios Ioànnis - Garitsa - Kanòni - Kanàlia - Alepoù - Potamòs - Kontòkali - Evropoùloi - Gouvià - Kommèno - Templòni |

## Testvérvárosok
- Kruševac, Szerbia
- Paphos, Ciprus
- Famagusta, Ciprus
- Meißen, Németország
- Troisdorf, Németország
- Brindisi, Olaszország
- Carovigno, Olaszország
- Verona, Olaszország
- Saranda, Albánia

## Fordítás
- Ez a szócikk részben vagy egészben  a   Corfu (city) című angol Wikipédia-szócikk fordításán alapul.  Az eredeti cikk szerkesztőit annak laptörténete sorolja fel. Ez a jelzés csupán a megfogalmazás eredetét és a szerzői jogokat jelzi, nem szolgál a cikkben szereplő információk forrásmegjelöléseként.